# Фунданий
Фунданий (на латински: Fundanius) е име на членовете от плебейската фамилия Фундании:
- Гай Фунданий Фундул, народен трибун 248 пр.н.е., консул 243 пр.н.е.
- Марк Фунданий Фундул, плебейски едил 213 пр.н.е.
- Марк Фунданий, народен трибун 195 пр.н.е.
- Гай Фунданий, баща на Фундания, омъжена за Марк Теренций Варон
- Гай Фунданий, конник, син на горния, приятел на Цицерон
- Гай Фундиан, народен трибун 68 пр.н.е.
- Гай Фунданий, римски писател по времето на император Август
- Луций Фунданий (* 55), баща на консула от 116 г.
- Луций Фунданий Ламия Елиан, консул 116 г.